# Berezne (huyện)
Huyện Berezne (tiếng Ukraina: Березнівський район, chuyển tự: Bereznes’kyi raion) là một huyện của tỉnh Rivne thuộc Ukraina. Huyện Berezne có diện tích 1715 km², dân số theo điều tra dân số ngày 5 tháng 12 năm 2001 là 63748 người với mật độ 37 người/km2. Trung tâm huyện nằm ở Berezne.